# Creedence Clearwater Revival (álbum)
Creedence Clearwater Revival es el primer álbum de estudio de la banda de rock Creedence Clearwater Revival, lanzado al mercado el 5 de julio de 1968 por Fantasy Records. La canción "Porterville" fue incluida en la banda sonora de la película de 2007 Into the Wild.

## Lista de canciones
Todas las canciones compuestas por John Fogerty excepto donde se anota.

### Cara A
1. "I Put a Spell on You" (Screamin' Jay Hawkins) – 4:33
  - Grabada en febrero de 1968
2. "The Working Man – 3:06
  - Grabada en febrero de 1968
3. "Suzie Q" (Eleanor Broadwater/Dale Hawkins/Stanley Lewis) – 8:40
  - Grabada el 19 de enero de 1968

### Cara B
1. "Ninety-Nine and a Half (Won't Do)" (Steve Cropper/Eddie Floyd/Wilson Pickett) – 3:40
  - Grabada en febrero de 1968
2. "Get Down Woman" – 3:10
  - Grabada en febrero de 1968
3. "Porterville" – 2:23
  - Grabada en octubre de 1967, publicada como single en noviembre bajo el nombre de The Golliwogs
4. "Gloomy" – 3:51
  - Grabada en febrero de 1968
5. "Walk on the Water" (J. Fogerty, Tom Fogerty) – 4:41
  - Grabada en febrero de 1968

### Temas extras edición 2008
1. - Call It Pretending (lado B de "Porterville") – 2:09
  - Before You Accuse Me (1968)- 3:24
  - Ninety-Nine and a Half (Won't Do) (Live at The Fillmore, 3/14/69) - 3:47
  - Suzie Q (Live at The Fillmore, 3/14/69) - 11:45

## Recepción
Inicialmente, los críticos musicales no valoraron el álbum debut de la banda. Barry Gifford escribió en Rolling Stone justo después de la publicación del álbum: "El único punto alto de la banda es John Fogerty, quien toca la guitarra y se encarga de las voces. Es un buen cantante y un guitarrista interesante. Pero realmente no hay nada más aquí que rescatar".

## Personal

### Creedence Clearwater Revival
- Doug Clifford: batería y coros.
- Stu Cook: bajo y coros.
- John Fogerty: guitarra principal, voz principal y coros.
- Tom Fogerty: guitarra rítmica, coros, y voz coprincipal en 3.

### Producción
- Saul Zaentz: productor
- Walt Payne: ingeniero de grabación
- Tamaki Beck: supervisor de masterización
- Kevin Gray, Steve Hoffman, Shigeo Miyamoto: masterización
- Laurie Clifford: diseño de portada

## Listas de éxitos

### Álbum
| Año  | Lista      | Posición    |
| ---- | ---------- | ----------- |
| 1968 | Pop Albums | #52pendulom |

### Sencillos
| Año  | Sencillo               | Posición    | Posición  |
| Año  | Sencillo               | Pop Singles | UK Top 40 |
| ---- | ---------------------- | ----------- | --------- |
| 1968 | "I Put A Spell On You" | #58         |           |
| 1968 | "Susie Q"              | #11         |           |